# Ibicaraí
Ibicaraí là một đô thị thuộc bang Bahia, Brasil. Đô thị này có diện tích 217,914 km², dân số năm 2007 là 24540 người, mật độ 112,61 người/km².